# Grapsus
Genre
Grapsus est un genre de crabes de la famille des Grapsidae.

## Liste des espèces
Selon World Register of Marine Species (14 décembre 2014) :
- Grapsus adscensionis (Osbeck, 1765)
- Grapsus albolineatus Latreille, in Milbert, 1812
- Grapsus fourmanoiri Crosnier, 1965
- Grapsus granulosus H. Milne Edwards, 1853
- Grapsus grapsus (Linnaeus, 1758)
- Grapsus huzardi Desmarest, 1825
- Grapsus intermedius De Haan, 1835
- Grapsus intermedius de Man, 1888
- Grapsus longitarsis Dana, 1851
- Grapsus tenuicrustatus (Herbst, 1783)

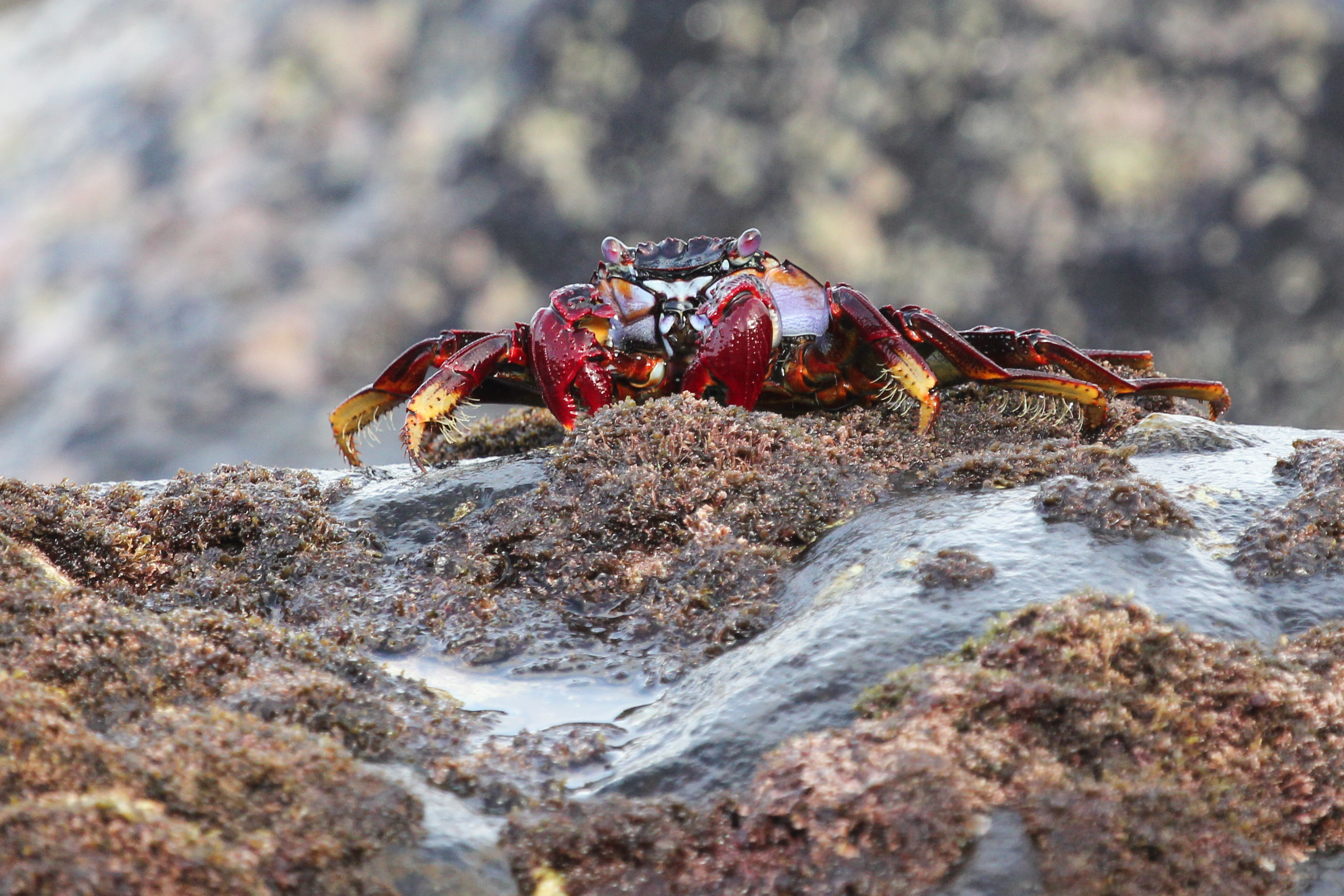
Grapsus adscensionis
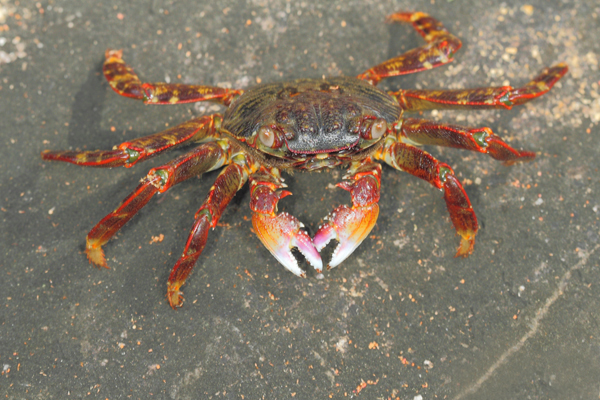
Grapsus albolineatus
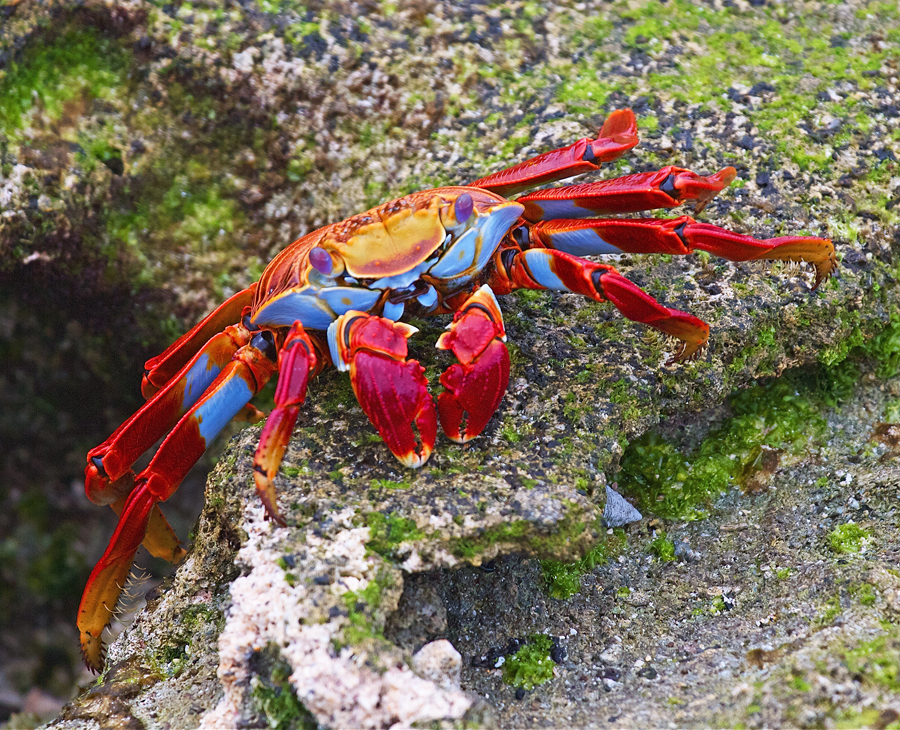
Grapsus grapsus
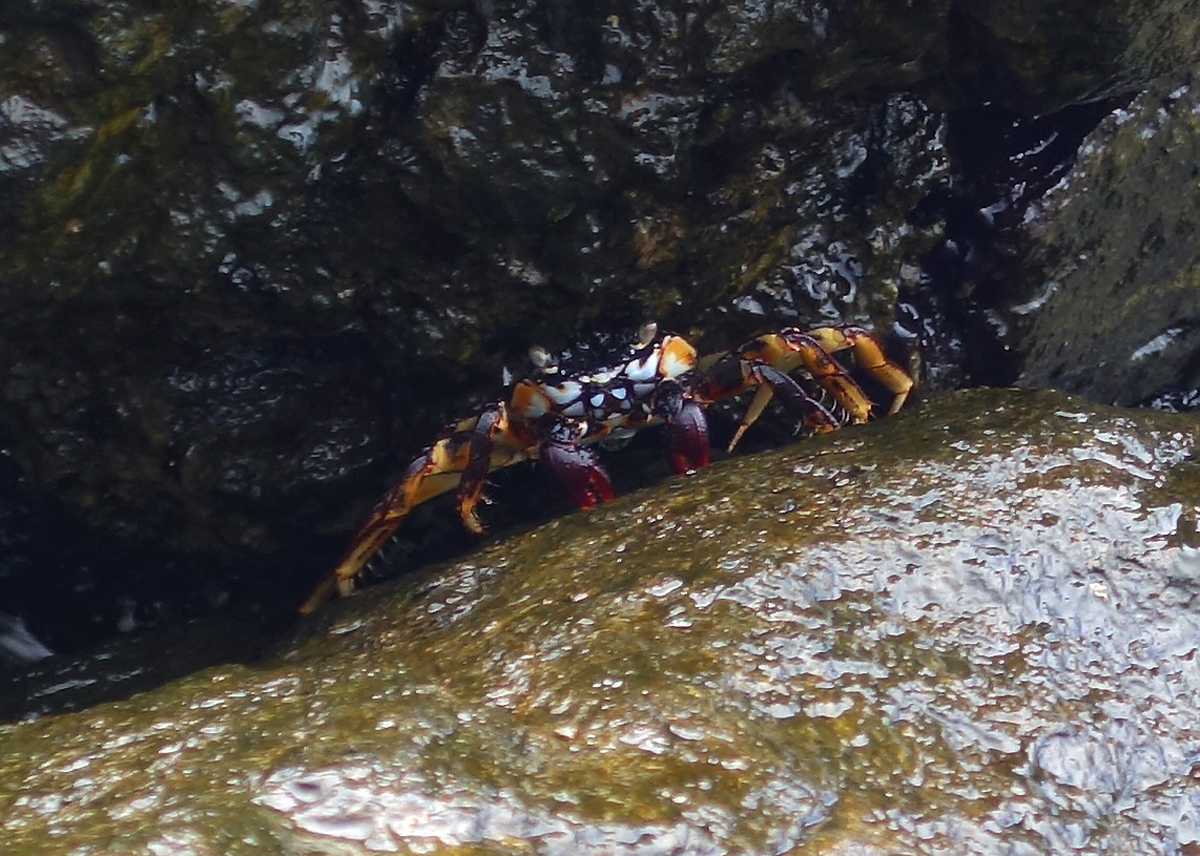
Grapsus tenuicrustatus